# Hereford and Worcester
Hereford and Worcester var mellan 1974 och 1998 ett administrativt och ceremoniellt grevskap i England, med Worcester som huvudort. Grevskapet bildades genom att grevskapen Herefordshire och Worcestershire slogs ihop. Det var indelat i nio distrikt, nämligen Wyre Forest, Bromsgrove, Redditch, Wychavon, Worcester, Malvern Hills, Leominster, Hereford och South Herefordshire. När grevskapet upplöstes bildade de två senare distrikten enhetskommunen (unitary authority) Herefordshire tillsammans med huvuddelen av Leominster och en del av Malvern Hills. Resten av Leominster uppgick i Malvern Hills, som tillsammans med de övriga distrikten fortsatte att ha en administrativ funktion, men nu i Worcestershire.